# Santa Barbara Islanders
Santa Barbara Islanders fue un equipo de baloncesto estadounidense que disputó una temporada en la Continental Basketball Association. Tenían su sede en la ciudad de Santa Bárbara, California.

## Historia
El equipo se fundó en 1989 inscribiéndose en la CBA. En su primera y a la postre úntoma temporada se convirtieron en el equipo debutante con mejor balance en 44 años de historia de la liga, tras ganar 37 partidos y perder 19 en la fase regular, lo que les hizo liderar la División Oeste. Alcanzaron las finales de conferencia, en las que cayeron ante los Rapid City Thrillers por 4-2.
Pero a pesar de su buena racha en las pistas, en los despachos no ocurrió lo mismo, y sus inversores llegaron a perder 610.000 dólares con acusaciones de estafador hacia su presidente. El equipo acabó expulsado de la liga.

## Temporadas
| Temporada | Liga | Denominación            | G  | P  | %    | Pos. | Playoffs               |
| --------- | ---- | ----------------------- | -- | -- | ---- | ---- | ---------------------- |
| 1989-90   | CBA  | Santa Barbara Islanders | 37 | 19 | 66,1 | 1º   | Finales de conferencia |

## Jugadores célebres
- Larry Spriggs
- Jawann Oldham
- Leon Wood